# El gran amor
El gran amor es una película muda dirigida por D. W. Griffith en 1918.

## Sinopsis
Un joven idealista americano durante la Primera Guerra Mundial, con ganas de luchar contra los alemanes y no queriendo esperar hasta que los EE. UU. se unieran a la guerra, viaja a Canadá y se alista en el ejército británico. Desde allí es enviado a Inglaterra para el entrenamiento, y luego al frente en Francia, donde resulta herido. De regreso a Inglaterra para recuperarse de sus heridas, se enamora de la hija de un ministro australiano.

## Reparto
| Actor             | Personaje                  |
| ----------------- | -------------------------- |
| George Fawcett    | Rvdo. Josephus Broadplains |
| Lillian Gish      | Susie Broadplains          |
| Robert Harron     | Jim Young                  |
| Gloria Hope       | Jessie Lovewell            |
| George Siegmann   | Sr. Seymour                |
| Maxfield Stanley  | John Broadplains           |
| Rosemary Theby    | Srta. Corintee             |
| Henry B. Walthall | Sir Roger Brighton         |